# Paul Follot
Paul Follot (Pariz, 17. srpnja 1877. – Saint-Maxime, 1941.), francuski grafičar.
Bavio se primijenjenom umjetnošću (nacrti za pokućstvo, tapiserije, bronca, porculan, nakit). Osnove za unutrašnje uređenje izrađuje u stilu Art nouveau. Poslije se pridružuje skupini umjetnika koji su, kao predstavnici novih ideja u primijenjenoj umjetnosti, 1934. objavili manifest s motom "Plus d'Ornament".